# Manoir du Fresne (Caro)
Le manoir du Fresne est un édifice, dont il ne reste aujourd'hui que les vestiges, situé à Caro en France.

## Localisation
Le manoir est situé sur le territoire de la commune de Caro, au lieu-dit le Fresne, dans le département du Morbihan en région Bretagne.

## Description
Vestiges d'un manoir des XVIe et XVIIe siècles. Édifice à plan en L dans une cour fermée, à un étage carré, construit en moellons et pierres de taille de grès et de schiste. Toiture à  longs pans recouverte d'ardoises, pignon couvert, croupe. Escalier dans-œuvre : escalier tournant à retours sans jour.

## Historique
Le manoir consistait en un grand corps de logis à un étage, contenant, au rez-de-chaussée, une cuisine, près de laquelle est l'escalier et la tour du colombier ; au premier étage six chambres et un cabinet. Au devant est une cour fermière, où est la buanderie et la chapelle dédiée à Notre-Dame de Liesse, où la messe est célébrée chaque jour, par suite d'une fondation d'une rente annuelle de trente-six livres. Autour de la cour sont les écuries, une réserve à carrosses, le pressoir et la boulangerie flanquée d'une demie-tourelle ronde. En arrière est une basse-cour où se trouvent les bâtiments de la métairie du Fresne. "
La description est celle faite dans la déclaration de la seigneurie du Fresne en Caro, lors de la réformation du domaine royal de Ploërmel, le 5 décembre 1676, par Laurent-François de Saint-Malon, seigneur du Fresne.
Vestiges d'un manoir construit en deux campagnes : deuxième moitié du XVIe siècle et XVIIe siècle. Plus de traces de la chapelle Notre-Dame de Liesse, dont de nombreuses pierres sculptées ont été rapportées à l'église paroissiale de Caro lors de la restauration de cette dernière en 1967.
Il est inscrit à l'inventaire général du patrimoine culturel.